# Andy Moor (DJ)

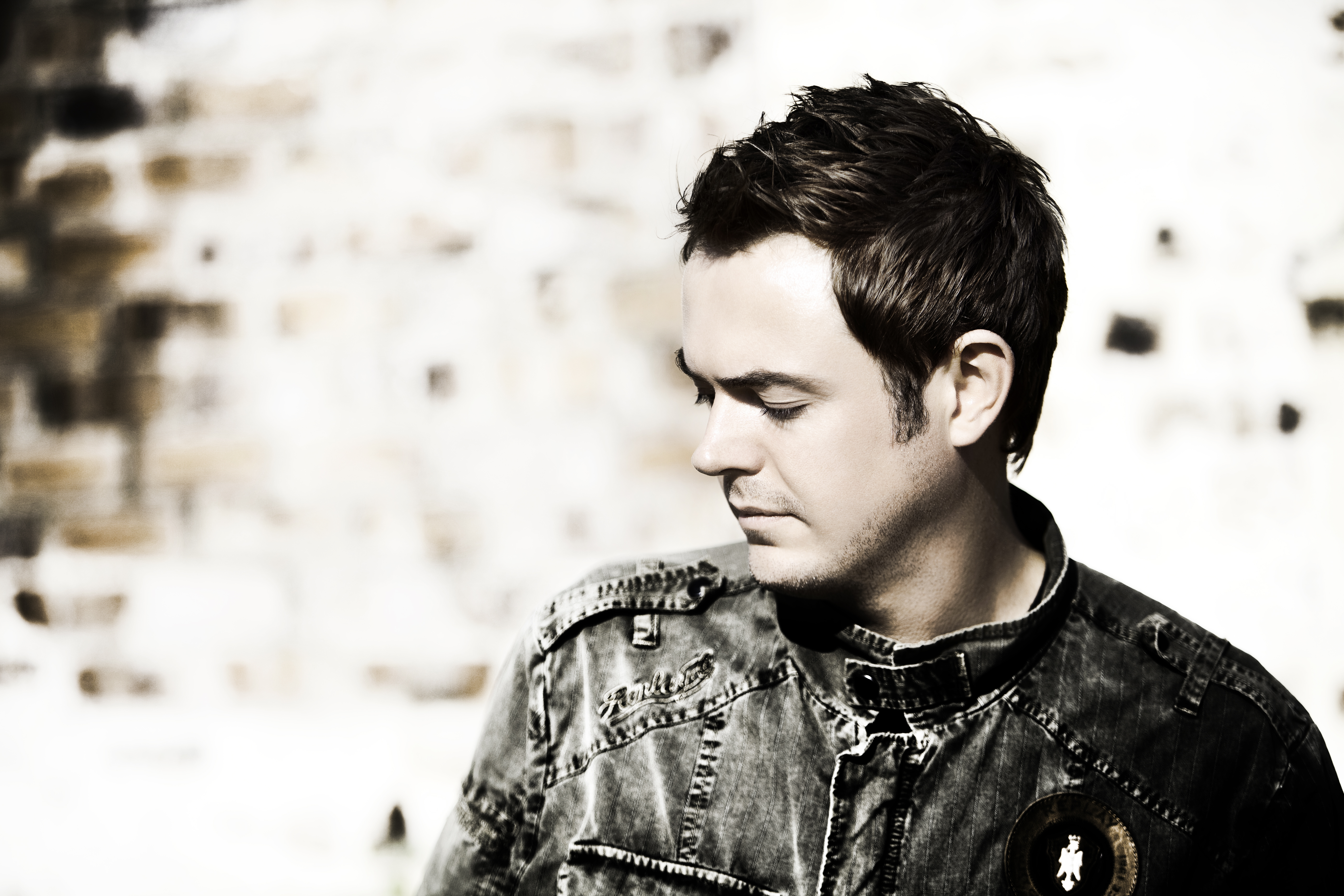
Andy Moor (2009)

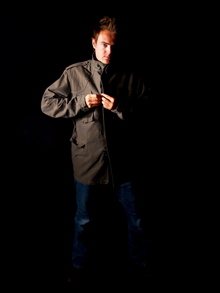
Andy Moor (2007)

Andy Moor (* 16. Januar 1980 in Stoke-on-Trent, Vereinigtes Königreich als Andrew Beardmore) ist ein britischer Trance-DJ und -Produzent. Er ist auch unter den Pseudonymen Dub Disorder, Dwight van Man und Sworn bekannt und war Teil der Kooperationen Indigo, Leama & Moor, Lewis & Moor, Tilt, Whiteroom und Zoo DJs.

## Leben
Andy Moor kam bereits in frühen Jahren mit der Musik in Kontakt. Im Alter von fünf Jahren beherrschte er sein erstes Piano-Stück und mit elf Jahren spielte er bereits sechs weitere Instrumente. Seine erste Schallplatte legte er mit dreizehn Jahren auf.
Seine musikalische Karriere startete 1999 und im Jahr 2000 veröffentlichte er seine erste Single namens Violent City. Der Durchbruch gelang ihm 2004, als er große Erfolge mit „The Whiteroom“ (Koproduktion mit Adam White) feierte und unter anderem The Chemical Brothers, Paul Oakenfold, Avril Lavigne und Nelly Furtado remixte. Bei den Trance Awards wurde er im selben Jahr als bester Produzent ausgezeichnet. Ein Jahr später produzierte er zusammen mit Above & Beyond die Single „Air For Life“, die 2005 in Armin van Buurens Radiosendung A State of Trance zum „Tune of the Year“ gewählt wurde und 2006 bei den International Dance Music Awards als „Best Trance Track“ ausgezeichnet wurde. 2005 produzierte er weitere Remixe unter anderem von Tiësto und Britney Spears.
Bei den Grammy Awards 2008 wurde er für seinen Remix von Deleriums Single „Angelicus“ in der Kategorie „Best Remixed Recording, Non-Classical“ nominiert. 2009 kam Andy Moor in der Wahl der Top 100 DJs von DJ Mag auf Platz 15.
Moor besitzt ein eigenes Label namens AVA Recordings, das seit dem 10. Dezember 2008 zum Label Armada Music gehört.

## Diskographie

### Alben
- 2006: Common Ground (als Leama & Moor)
- 2012: Zero Point One

### Singles
- 2000: Violent City
- 2001: Passenger
- 2002: Crazy Lady EP
- 2004: The Whiteroom (Andy Moor & Adam White pres. Whiteroom)
- 2005: Someday (als Whiteroom)
- 2005: Air for Life (vs. Above & Beyond)
- 2005: Halcyon
- 2006: YearZero (vs. Orkidea)
- 2008: Daydream (vs. Markus Schulz)
- 2008: Fake Awake
- 2009: Faces (Andy Moor & Ashley Wallbridge feat. Meighan Nealon)
- 2009: Stadium Four (vs. Lange)
- 2010: She Moves (feat. Carrie Skipper)
- 2011: Fight the Fire (feat. Sue McLaren)
- 2011: Spirit’s Pulse (vs. M.I.K.E.)
- 2012: World to Turn (mit Ashley Wallbridge feat. Gabriela)
- 2012: In Your Arms (feat. Jessica Sweetman)
- 2013: Love Again (feat. Betsie Larkin)

### Remixe
- The Chemical Brothers – Asleep By Day (2004)
- Paul Oakenfold – Zoo York (2004)
- Avril Lavigne – I'm With You (2004)
- Nelly Furtado – Powerless (2004)
- Orbital – Belfast (2004)
- Ridgewalkers feat. El – Find (2004)
- Tiësto – A Tear in the Open (2005)
- Tiësto – UR (2005)
- Filo & Peri – Closer Now (2005)
- Above & Beyond pres. Tranquility Base – Getting Away (2005)
- Luminary – My World (2005)
- Luminary – Wasting (2005)
- Britney Spears – Someday (2005)
- Delerium – Angelicus (2006)
- Tiësto pres. Allure – The Loves We Lost (2006)
- Nadia Ali – Love Story (2009)
- Delerium – Send Me an Angel (2010)
- Signalrunners feat. Julie Thompson – These Shoulders (2011)
- BT feat. Rob Dickinson – Always (2011)
- Armin van Buuren – I Don't Own You (2011)